# Coppa Europa di lanci
La Coppa Europa di lanci (in inglese European Throwing Cup) è una competizione continentale invernale di atletica leggera organizzata ogni anno, a partire dal 2001.
Nell'evento gli atleti coinvolti rappresentano la loro nazione. I loro risultati sono convertiti in punti e la squadra vincente è quella che riesce a conquistare più punti. Questa manifestazione riguarda soltanto le specialità dei lanci: lancio del giavellotto, lancio del disco, lancio del martello e getto del peso.
In ogni competizione, i concorrenti sono divisi in due gruppi a seconda del loro primato personale. La prima edizione della manifestazione si è svolta nella città francese di Nizza. Fino al 2015 era nota come Coppa Europa invernale di lanci (in inglese European Cup Winter Throwing).

## Edizioni
| #  | Anno | Luogo                | Data          |
| -- | ---- | -------------------- | ------------- |
| 1  | 2001 | Nizza, Francia       | 17 - 18 marzo |
| 2  | 2002 | Pola, Croazia        | 9 - 10 marzo  |
| 3  | 2003 | Gioia Tauro, Italia  | 1º - 2 marzo  |
| 4  | 2004 | Marsa, Malta         | 13 - 14 marzo |
| 5  | 2005 | Mersin, Turchia      | 12 - 13 marzo |
| 6  | 2006 | Tel Aviv, Israele    | 18 - 19 marzo |
| 7  | 2007 | Jalta, Ucraina       | 17 - 18 marzo |
| 8  | 2008 | Spalato, Croazia     | 15 - 16 marzo |
| 9  | 2009 | Tenerife, Spagna     | 14 - 15 marzo |
| 10 | 2010 | Arles, Francia       | 20 - 21 marzo |
| 11 | 2011 | Sofia, Bulgaria      | 19 - 20 marzo |
| 12 | 2012 | Antivari, Montenegro | 17 - 18 marzo |
| 13 | 2013 | Castellón, Spagna    | 16 - 17 marzo |
| 14 | 2014 | Leiria, Portogallo   | 15 - 16 marzo |
| 15 | 2015 | Leiria, Portogallo   | 14 - 15 marzo |
| 16 | 2016 | Arad, Romania        | 12 - 13 marzo |
| 17 | 2017 | Las Palmas, Spagna   | 11 - 12 marzo |
| 18 | 2018 | Leiria, Portogallo   | 10 - 11 marzo |
| 19 | 2019 | Šamorín, Slovacchia  | 9 - 10 marzo  |
| -  | 2020 | Leiria, Portogallo   | 21 - 22 marzo |
| 20 | 2021 | Spalato, Croazia     | 8 - 9 maggio  |
| 21 | 2022 | Leiria, Portogallo   | 12 - 13 marzo |
| 22 | 2023 | Leiria, Portogallo   | 11 - 12 marzo |
| 23 | 2024 | Leiria, Portogallo   | 9 - 10 marzo  |
| 24 | 2025 |                      | 22 - 23 marzo |

## Albo d'oro

### Uomini

#### Getto del peso
| Anno | Oro              | Misura  | Argento           | Misura  | Bronzo                | Misura  |
| ---- | ---------------- | ------- | ----------------- | ------- | --------------------- | ------- |
| 2001 | Manuel Martínez  | 20,27 m | Paolo Dal Soglio  | 19,96 m | Gheorghe Gușet        | 19,50 m |
| 2002 | Manuel Martínez  | 20,92 m | Rutger Smith      | 19,85 m | Leszek Sliwa          | 19,78 m |
| 2003 | Rutger Smith     | 20,52 m | Ivan Yushkov      | 19,54 m | Peter Sack            | 19,53 m |
| 2004 | Rutger Smith     | 20,23 m | Miroslav Vodovnik | 19,65 m | Grigoriy Panfilov     | 19,43 m |
| 2005 | Rutger Smith     | 21,00 m | Gheorghe Gușet    | 20,75 m | Manuel Martínez       | 20,22 m |
| 2006 | Gheorghe Gușet   | 20,41 m | Tomasz Majewski   | 20,26 m | Pavel Sof'in          | 20,19 m |
| 2007 | Yuriy Bilonoh    | 19,95 m | Pavel Lyzhyn      | 19,86 m | Dzmitry Hancharuk     | 19,42 m |
| 2008 | Rutger Smith     | 20,77 m | Marco Fortes      | 20,13 m | Hamza Alić            | 20,13 m |
| 2009 | Lajos Kürthy     | 20,06 m | Manuel Martínez   | 20,00 m | Nedžad Mulabegović    | 19,69 m |
| 2010 | Asmir Kolašinac  | 20,15 m | Lajos Kürthy      | 20,07 m | Marco Fortes          | 19,85 m |
| 2011 | Hamza Alić       | 20,21 m | Marco Fortes      | 20,18 m | Soslan Tsyrikhov      | 19,45 m |
| 2012 | Marco Fortes     | 21,02 m | Asmir Kolašinac   | 20,50 m | Borja Vivas           | 20,06 m |
| 2013 | Borja Vivas      | 20,00 m | Georgi Ivanov     | 19,68 m | Hüseyin Atici         | 19,43 m |
| 2014 | Aleksandr Lesnoj | 21,23 m | Marco Fortes      | 21,01 m | Georgi Ivanov         | 20,59 m |
| 2015 | Borja Vivas      | 20,15 m | Leif Arrhenius    | 20,09 m | Carlos Tobalina       | 20,04 m |
| 2016 | Andrei Gag       | 20,68 m | Tsanko Arnaudov   | 19,85 m | Sebastiano Bianchetti | 19,78 m |
| 2017 | Mesud Pezer      | 20,69 m | Carlos Tobalina   | 20,57 m | Francisco Belo        | 20,52 m |
| 2018 | Aleksandr Lesnoy | 21,32 m | Michał Haratyk    | 21,18 m | Mesud Pezer           | 20,71 m |
| 2019 | Francisco Belo   | 20,97 m | Maksim Afonin     | 20,61 m | Bob Bertemes          | 20,55 m |
| 2021 | Andrei Toader    | 20,83 m | Francisco Belo    | 20,47 m | Scott Lincoln         | 20,25 m |
| 2022 | Zane Weir        | 21,99 m | Nick Ponzio       | 21,83 m | Marcus Thomsen        | 20,63 m |
| 2023 | Roman Kokoško    | 21,52 m | Bob Bertemes      | 21,21 m | Zane Weir             | 20,98 m |

#### Lancio del disco
| Anno | Oro                 | Misura  | Argento               | Misura  | Bronzo                | Misura  |
| ---- | ------------------- | ------- | --------------------- | ------- | --------------------- | ------- |
| 2001 | Timo Tompuri        | 61,79 m | Andrzej Krawczyk      | 61,60 m | Aleksandr Boričevskij | 61,22 m |
| 2002 | David Martínez      | 63,09 m | Aleksandr Boričevskij | 61,72 m | Rutger Smith          | 61,68 m |
| 2003 | Gerd Kanter         | 64,17 m | Mario Pestano         | 63,71 m | Ionel Oprea           | 62,29 m |
| 2004 | Gerd Kanter         | 63,21 m | Mario Pestano         | 62,00 m | Rutger Smith          | 59,84 m |
| 2005 | Gerd Kanter         | 66,05 m | Gábor Máté            | 64,17 m | Rutger Smith          | 62,80 m |
| 2006 | Piotr Małachowski   | 65,01 m | Mario Pestano         | 63,40 m | Gerd Kanter           | 62,55 m |
| 2007 | Gerd Kanter         | 65,43 m | Piotr Małachowski     | 65,06 m | Ercüment Olgundeniz   | 64,34 m |
| 2008 | Gerd Kanter         | 65,25 m | Robert Harting        | 64,34 m | Rutger Smith          | 63,80 m |
| 2009 | Gerd Kanter         | 69,70 m | Frank Casañas         | 64,70 m | Erik Cadée            | 61,89 m |
| 2010 | Markus Münch        | 65,37 m | Mario Pestano         | 63,78 m | Sergiu Ursu           | 61,19 m |
| 2011 | Ercüment Olgundeniz | 63,31 m | Erik Cadée            | 62,15 m | Sergiu Ursu           | 62,00 m |
| 2012 | Erik Cadée          | 64,09 m | Ercüment Olgundeniz   | 63,59 m | Rutger Smith          | 63,30 m |
| 2013 | Daniel Jasinski     | 64,69 m | Virgilijus Alekna     | 64,66 m | Erik Cadée            | 64,38 m |
| 2014 | Viktor Butenko      | 64,38 m | Erik Cadée            | 63,56 m | Christoph Harting     | 62,56 m |
| 2015 | Martin Kupper       | 66,67 m | Andrius Gudžius       | 65,51 m | Viktor Butenko        | 65,44 m |
| 2016 | Axel Härstedt       | 62,73 m | Martin Kupper         | 62,20 m | Mykyta Nesterenko     | 62,01 m |
| 2017 | Lukas Weißhaidinger | 65,73 m | Andrius Gudžius       | 64,18 m | Martin Kupper         | 62,86 m |
| 2018 | Daniel Ståhl        | 66,81 m | Simon Pettersson      | 65,81 m | János Huszák          | 63,45 m |
| 2019 | Philip Milanov      | 62,63 m | Christoph Harting     | 62,61 m | Martin Kupper         | 62,11 m |
| 2021 | János Huszák        | 65,35 m | Guðni Valur Guðnason  | 63,66 m | Marek Bárta           | 63,33 m |
| 2022 | Kristjan Čeh        | 66,11 m | Daniel Ståhl          | 65,95 m | Simon Pettersson      | 63,80 m |
| 2023 | Kristjan Čeh        | 68,30 m | Alin Firfirică        | 63,78 m | Martin Marković       | 62,20 m |

#### Lancio del martello
| Anno | Oro               | Misura  | Argento                  | Misura  | Bronzo                   | Misura  |
| ---- | ----------------- | ------- | ------------------------ | ------- | ------------------------ | ------- |
| 2001 | David Chaussinand | 76,54 m | Vladislav Piskunov       | 76,41 m | Alexandros Papadimitriou | 76,36 m |
| 2002 | Aleksej Zagornyj  | 82,27 m | Alexandros Papadimitriou | 79,67 m | Miloslav Konopka         | 78,58 m |
| 2003 | Nicola Vizzoni    | 75,35 m | Alexandros Papadimitriou | 74,74 m | Ilya Konovalov           | 74,73 m |
| 2004 | Krisztián Pars    | 79,69 m | Esref Apak               | 77,76 m | Alexandros Papadimitriou | 77,13 m |
| 2005 | Aleksej Zagornyj  | 78,11 m | Ilya Konovalov           | 77,35 m | Markus Esser             | 76,68 m |
| 2006 | Szymon Ziólkowski | 79,04 m | Vadim Khersontsev        | 78,54 m | Dmitriy Shako            | 77,00 m |
| 2007 | Primož Kozmus     | 77,99 m | Ivan Tikhon              | 77,79 m | Esref Apak               | 76,68 m |
| 2008 | Marco Lingua      | 77,87 m | Krisztián Pars           | 77,06 m | Dzmitry Shako            | 76,86 m |
| 2009 | Krisztián Pars    | 80,38 m | Marco Lingua             | 79,66 m | Nicola Vizzoni           | 78,51 m |
| 2010 | Nicola Vizzoni    | 76,63 m | Jury Szajunou            | 76,30 m | Aleksej Zagornyj         | 75,58 m |
| 2011 | Krisztián Pars    | 79,84 m | Jury Szajunou            | 77,41 m | Oleksly Sokyrskyy        | 76,84 m |
| 2012 | Kirill Ikonnikov  | 75,95 m | Siarhei Kalamoets        | 75,15 m | Kristóf Németh           | 74,23 m |
| 2013 | Krisztián Pars    | 76,80 m | Paweł Fajdek             | 75,52 m | Markus Esser             | 74,71 m |
| 2014 | Paweł Fajdek      | 78,75 m | Krisztián Pars           | 77,96 m | Denis Lukyanov           | 74,11 m |
| 2015 | Krisztián Pars    | 79,24 m | Paweł Fajdek             | 76,19 m | Serghei Marghiev         | 73,84 m |
| 2016 | Krisztián Pars    | 75,21 m | Siarhei Kalamoyets       | 75,17 m | Marco Lingua             | 74,51 m |
| 2017 | Quentin Bigot     | 76,55 m | Pavel Bareisha           | 74,41 m | Simone Falloni           | 74,37 m |
| 2018 | Paweł Fajdek      | 77,30 m | Marcel Lomnický          | 75,97 m | Özkan Baltacı            | 75,71 m |
| 2019 | Quentin Bigot     | 78,14 m | Michail Anastasakis      | 76,38 m | Yevgeniy Korotovskiy     | 76,33 m |
| 2021 | Eşref Apak        | 75,99 m | Chris Bennett            | 75,36 m | Yann Chaussinand         | 74,54 m |
| 2022 | Bence Halász      | 76,69 m | Javier Cienfuegos        | 75,59 m | Ragnar Carlsson          | 75,26 m |
| 2023 | Bence Halász      | 74,65 m | Thomas Mardal            | 73,94 m | Yann Chaussinand         | 73,25 m |

#### Lancio del giavellotto
| Anno | Oro                | Misura  | Argento                 | Misura  | Bronzo                | Misura  |
| ---- | ------------------ | ------- | ----------------------- | ------- | --------------------- | ------- |
| 2001 | Peter Blank        | 82,10 m | Gregor Högler           | 80,81 m | Björn Lange           | 78,60 m |
| 2002 | Aleksandr Ivanov   | 81,71 m | Stefan Wenk             | 78,46 m | Marián Bokor          | 76,91 m |
| 2003 | Christian Nicolay  | 83,80 m | Aleksandr Ivanov        | 79,24 m | Dominique Pausé       | 78,60 m |
| 2004 | Vadims Vasilevskis | 82,44 m | Ainārs Kovals           | 82,13 m | Teemu Wirkkala        | 80,97 m |
| 2005 | Aleksandr Ivanov   | 81,13 m | Igor Sukhomlinov        | 80,02 m | Manuel Nau            | 76,76 m |
| 2006 | Igor Janik         | 81,16 m | Vladislav Shkurlatov    | 79,27 m | Ainārs Kovals         | 78,64 m |
| 2007 | Igor Sukhomlinov   | 83,34 m | Magnus Arvidsson        | 76,72 m | Ainārs Kovals         | 74,64 m |
| 2008 | Ilya Korotkov      | 81,52 m | Stephan Steding         | 79,55 m | Mihkel Kukk           | 78,41 m |
| 2009 | Tino Häber         | 77,78 m | Mihkel Kukk             | 76,60 m | Mervyn Luckwell       | 74,86 m |
| 2010 | Ilya Korotkov      | 83,28 m | Oleksandr Pyatnytsya    | 79,38 m | Paweł Rakoczy         | 78,13 m |
| 2011 | Zigismunds Sirmais | 84,47 m | Oleksandr Pyatnytsya    | 81,96 m | Valeriy Iordan        | 79,49 m |
| 2012 | Fatih Avan         | 81,09 m | Dmitriy Tarabin         | 79,94 m | Risto Mätas           | 78,74 m |
| 2013 | Zigismunds Sirmais | 82,51 m | Thomas Röhler           | 81,87 m | Risto Mätas           | 79,10 m |
| 2014 | Zigismunds Sirmais | 81,60 m | Thomas Röhler           | 81,17 m | Risto Mätas           | 80,58 m |
| 2015 | Valeriy Iordan     | 83,00 m | Thomas Röhler           | 81,83 m | Fatih Avan            | 81,45 m |
| 2016 | Uladzimir Kazlou   | 79,34 m | Jeremy Nicollin         | 76,77 m | Norbert Bonvecchio    | 76,66 m |
| 2017 | Julian Weber       | 85,85 m | Roberto Bertolini       | 78,78 m | Paraskevas Batzavalis | 78,40 m |
| 2018 | Johannes Vetter    | 92,70 m | Bernhard Seifert        | 80,62 m | Mart Ten Berge        | 79,92 m |
| 2019 | Matija Kranjc      | 76,17 m | Norbert Rivasz-Tóth     | 76,11 m | Mauro Fraresso        | 75,00 m |
| 2021 | Johannes Vetter    | 91,12 m | Andrian Mardare         | 86,66 m | Pavel Mjaleška        | 82,55 m |
| 2022 | Alexandru Novac    | 80,49 m | Patriks Gailums         | 79,49 m | Roberto Orlando       | 78,19 m |
| 2023 | Leandro Ramos      | 78,57 m | Dagbjartur Dadi Jonsson | 78,56 m | Manu Quijera          | 78,42 m |

### Donne

#### Getto del peso
| Anno | Oro                 | Misura  | Argento            | Misura  | Bronzo               | Misura  |
| ---- | ------------------- | ------- | ------------------ | ------- | -------------------- | ------- |
| 2001 | Vita Pavlysh        | 19,47 m | Larisa Peleshenko  | 18,77 m | Lyudmila Sechko      | 18,54 m |
| 2002 | Vita Pavlysh        | 20,03 m | Assunta Legnante   | 18,15 m | Irina Khudoroshkina  | 17,88 m |
| 2003 | Irina Khudoroshkina | 18,47 m | Anna Romanova      | 18,09 m | Cristiana Checchi    | 17,91 m |
| 2004 | Nadine Kleinert     | 18,17 m | Assunta Legnante   | 17,96 m | Laurence Manfredi    | 17,40 m |
| 2005 | Olga Ryabinkina     | 18,41 m | Assunta Legnante   | 17,98 m | Kristin Marten       | 17,68 m |
| 2006 | Natallja Michnevič  | 19,18 m | Olga Ryabinkina    | 18,55 m | Nadine Kleinert      | 18,30 m |
| 2007 | Petra Lammert       | 18,67 m | Assunta Legnante   | 18,31 m | Chiara Rosa          | 18,14 m |
| 2008 | Assunta Legnante    | 18,98 m | Anna Omarova       | 18,38 m | Chiara Rosa          | 18,05 m |
| 2009 | Anca Heltne         | 18,76 m | Chiara Rosa        | 18,55 m | Anna Omarova         | 18,00 m |
| 2010 | Anna Omarova        | 18,03 m | Josephine Terlecki | 17,42 m | Irina Tarasova       | 16,56 m |
| 2011 | Alena Kopets        | 17,71 m | Jessica Cérival    | 17,52 m | Chiara Rosa          | 17,39 m |
| 2012 | Nadine Kleinert     | 19,12 m | Josephine Terlecki | 18,59 m | Anna Avdeyeva        | 18,40 m |
| 2013 | Alena Kopets        | 18,18 m | Irina Tarasova     | 17,98 m | Radoslava Mavrodieva | 17,40 m |
| 2014 | Alena Kopets        | 18,58 m | Julija Leancjuk    | 18,55 m | Irina Tarasova       | 17,63 m |
| 2015 | Julija Leancjuk     | 18,56 m | Anita Márton       | 17,59 m | Chiara Rosa          | 17,38 m |
| 2016 | Alena Kopets        | 17,21 m | Jessica Cérival    | 17,05 m | Markéta Červenková   | 16,86 m |
| 2017 | Anita Márton        | 18,05 m | Jessica Cérival    | 17,50 m | Julija Leancjuk      | 17,48 m |
| 2018 | Anita Márton        | 19,12 m | Alëna Dubickaja    | 18,47 m | Dimitrana Surdu      | 18,45 m |
| 2019 | Fanny Roos          | 18,44 m | Dimitrana Surdu    | 17,99 m | Anita Márton         | 17,85 m |
| 2021 | Sara Gambetta       | 18,86 m | Alëna Dubickaja    | 18,79 m | Emel Dereli          | 18,29 m |
| 2022 | Auriol Dongmo       | 19,68 m | Jessica Schilder   | 18,89 m | Fanny Roos           | 18,64 m |
| 2023 | Jessica Inchude     | 18,14 m | Yemisi Ogunleye    | 18,09 m | Sara Lennman         | 17,95 m |

#### Lancio del disco
| Anno | Oro                  | Misura  | Argento              | Misura  | Bronzo                    | Misura  |
| ---- | -------------------- | ------- | -------------------- | ------- | ------------------------- | ------- |
| 2001 | Nicoleta Grasu       | 65,54 m | Olena Antonova       | 61,88 m | Mélina Robert-Michon      | 61,67 m |
| 2002 | Valentina Ivanova    | 60,28 m | Viktoriya Boyko      | 60,07 m | Natalya Ampleyeva         | 59,29 m |
| 2003 | Teresa Machado       | 63,65 m | Viktoriya Boyko      | 60,63 m | Stella Tsikouna           | 59,73 m |
| 2004 | Franka Dietzsch      | 60,32 m | Natal'ja Sadova      | 60,28 m | Mélina Robert-Michon      | 58,69 m |
| 2005 | Natal'ja Sadova      | 61,74 m | Nicoleta Grasu       | 60,75 m | Jana Tucholke             | 57,84 m |
| 2006 | Wioletta Potępa      | 61,89 m | Oksana Yesipchuk     | 61,70 m | Nicoleta Grasu            | 60,86 m |
| 2007 | Franka Dietzsch      | 66,14 m | Mélina Robert-Michon | 63,48 m | Natalija Semenova         | 60,51 m |
| 2008 | Nicoleta Grasu       | 60,25 m | Mélina Robert-Michon | 59,93 m | Dragana Tomašević         | 59,64 m |
| 2009 | Nicoleta Grasu       | 62,61 m | Żaneta Glanc         | 60,45 m | Vera Begic                | 59,27 m |
| 2010 | Nadine Müller        | 64,30 m | Żaneta Glanc         | 59,95 m | Nicoleta Grasu            | 59,92 m |
| 2011 | Olesya Korotkova     | 60,20 m | Nicoleta Grasu       | 59,44 m | Vera Ganeyeva             | 57,45 m |
| 2012 | Nadine Müller        | 68,89 m | Mélina Robert-Michon | 63,03 m | Natalia Stratulat         | 61,72 m |
| 2013 | Nadine Müller        | 66,69 m | Mélina Robert-Michon | 61,26 m | Dragana Tomašević         | 61,12 m |
| 2014 | Mélina Robert-Michon | 64,20 m | Anna Rüh             | 63,21 m | Dragana Tomašević         | 59,26 m |
| 2015 | Nadine Müller        | 65,27 m | Mélina Robert-Michon | 64,75 m | Irina Rodrigues           | 63,25 m |
| 2016 | Mélina Robert-Michon | 62,05 m | Pauline Pousse       | 58,24 m | Eliška Staňková           | 55,55 m |
| 2017 | Mélina Robert-Michon | 62,35 m | Dragana Tomašević    | 59,60 m | Chrysoula Anagnostopoulou | 59,47 m |
| 2018 | Nadine Müller        | 60,42 m | Irina Rodrigues      | 60,39 m | Julija Mal'ceva           | 59,59 m |
| 2019 | Shanice Craft        | 59,79 m | Nadine Müller        | 59,74 m | Irina Rodrigues           | 58,05 m |
| 2021 | Liliana Cá           | 62,80 m | Irina Rodrigues      | 62,79 m | Shanice Craft             | 62,05 m |
| 2022 | Daisy Osakue         | 61,56 m | Lisa Brix Pedersen   | 61,23 m | Liliana Cá                | 60,74 m |
| 2023 | Shanice Craft        | 64,88 m | Liliana Cá           | 64,32 m | Mélina Robert-Michon      | 61,70 m |

#### Lancio del martello
| Anno | Oro                 | Misura  | Argento             | Misura  | Bronzo                | Misura  |
| ---- | ------------------- | ------- | ------------------- | ------- | --------------------- | ------- |
| 2001 | Olga Kuzenkova      | 71,30 m | Manuela Montebrun   | 69,72 m | Lorraine Shaw         | 68,15 m |
| 2002 | Susanne Keil        | 66,54 m | Vânia Silva         | 65,46 m | Lorraine Shaw         | 64,81 m |
| 2003 | Manuela Montebrun   | 72,18 m | Mihaela Melinte     | 69,24 m | Olga Kuzenkova        | 66,25 m |
| 2004 | Andrea Bunjes       | 67,99 m | Shirley Webb        | 67,52 m | Sini Pöyry            | 67,49 m |
| 2005 | Ivana Brkljacic     | 71,00 m | Mihaela Melinte     | 70,40 m | Olga Kuzenkova        | 70,11 m |
| 2006 | Kamila Skolimowska  | 73,32 m | Gulfiya Khanafeyeva | 72,01 m | Manuela Montebrun     | 70,29 m |
| 2007 | Manuela Montebrun   | 72,65 m | Tat'jana Lysenko    | 72,05 m | Ester Balassini       | 68,70 m |
| 2008 | Anita Włodarczyk    | 71,84 m | Betty Heidler       | 71,10 m | Kathrin Klaas         | 69,04 m |
| 2009 | Anita Włodarczyk    | 75,05 m | Betty Heidler       | 73,45 m | Silvia Salis          | 71,67 m |
| 2010 | Betty Heidler       | 72,48 m | Silvia Salis        | 69,43 m | Tat'jana Lysenko      | 69,11 m |
| 2011 | Tat'jana Lysenko    | 73,70 m | Betty Heidler       | 72,71 m | Stéphanie Falzon      | 70,50 m |
| 2012 | Tat'jana Lysenko    | 72,87 m | Stéphanie Falzon    | 72,60 m | Kateřina Šafránková   | 71,16 m |
| 2013 | Kathrin Klaas       | 71,07 m | Tracey Andersson    | 70,82 m | Joanna Fiodorow       | 68,92 m |
| 2014 | Joanna Fiodorow     | 72,70 m | Éva Orbán           | 72,49 m | Kathrin Klaas         | 70,99 m |
| 2015 | Joanna Fiodorow     | 70,90 m | Alexandra Tavernier | 70,45 m | Betty Heidler         | 70,42 m |
| 2016 | Zalina Marghieva    | 72,58 m | Alexandra Tavernier | 70,79 m | Betty Heidler         | 69,83 m |
| 2017 | Alexandra Tavernier | 71,71 m | Kathrin Klass       | 71,06 m | Zalina Marghieva      | 69,17 m |
| 2018 | Hanna Malyshchyk    | 72,62 m | Alexandra Tavernier | 71,20 m | Malwina Kopron        | 69,54 m |
| 2019 | Hanna Malyshchyk    | 74,95 m | Joanna Fiodorow     | 73,22 m | Iryna Klymets         | 72,53 m |
| 2021 | Malwina Kopron      | 72,82 m | Anita Włodarczyk    | 72,37 m | Alexandra Tavernier   | 70,55 m |
| 2022 | Alexandra Tavernier | 70,13 m | Laura Redondo       | 69,72 m | Sara Fantini          | 69,60 m |
| 2023 | Sara Fantini        | 73,26 m | Bianca Ghelber      | 71,52 m | Katrine Koch Jacobsen | 71,08 m |

#### Lancio del giavellotto
| Anno | Oro                 | Misura  | Argento             | Misura  | Bronzo              | Misura  |
| ---- | ------------------- | ------- | ------------------- | ------- | ------------------- | ------- |
| 2001 | Tatyana Shikolenko  | 63,96 m | Ana Mirela Termure  | 62,49 m | Claudia Coslovich   | 57,89 m |
| 2002 | Claudia Coslovich   | 63,27 m | Valeriya Zabruskova | 62,69 m | Dörthe Friedrich    | 59,02 m |
| 2003 | Steffi Nerius       | 62,50 m | Oksana Gromova      | 61,12 m | Yekaterina Ivakina  | 60,42 m |
| 2004 | Valeriya Zabruskova | 63,84 m | Steffi Nerius       | 62,80 m | Yekaterina Ivakina  | 61,34 m |
| 2005 | Steffi Nerius       | 61,01 m | Lada Chernova       | 60,05 m | Marija Abakumova    | 59,06 m |
| 2006 | Mareike Rittweg     | 60,06 m | Lada Chernova       | 59,15 m | Mercedes Chilla     | 57,28 m |
| 2007 | Steffi Nerius       | 63,14 m | Goldie Sayers       | 60,02 m | Zahra Bani          | 58,95 m |
| 2008 | Goldie Sayers       | 63,65 m | Martina Ratej       | 63,16 m | Zahra Bani          | 59,42 m |
| 2009 | Moonika Aava        | 60,76 m | Ásdís Hjálmsdóttir  | 60,42 m | Katharina Molitor   | 59,75 m |
| 2010 | Martina Ratej       | 65,96 m | Linda Stahl         | 60,56 m | Ásdís Hjálmsdóttir  | 59,98 m |
| 2011 | Hanna Hatsko        | 58,35 m | Esther Eisenlauer   | 56,99 m | Ásdís Hjálmsdóttir  | 56,44 m |
| 2012 | Martina Ratej       | 63,59 m | Goldie Sayers       | 62,75 m | Marina Maksimova    | 60,33 m |
| 2013 | Marija Abakumova    | 69,34 m | Vira Rebryk         | 63,42 m | Linda Stahl         | 61,97 m |
| 2014 | Linda Stahl         | 61,20 m | Katharina Molitor   | 60,97 m | Ásdís Hjálmsdóttir  | 59,10 m |
| 2015 | Martina Ratej       | 62,43 m | Linda Stahl         | 62,12 m | Katharina Molitor   | 62,08 m |
| 2016 | Christin Hussong    | 61,80 m | Līna Mūze           | 61,26 m | Ásdís Hjálmsdóttir  | 59,53 m |
| 2017 | Martina Ratej       | 60,66 m | Ásdís Hjálmsdóttir  | 59,20 m | Christin Hussong    | 59,00 m |
| 2018 | Sigrid Borge        | 62,42 m | Christin Hussong    | 60,02 m | Katharina Molitor   | 59,80 m |
| 2019 | Taccjana Chaladovič | 65,89 m | Christin Hussong    | 65,47 m | Eda Tuğsuz          | 64,83 m |
| 2021 | Maria Andrejczyk    | 71,40 m | Christin Hussong    | 66,44 m | Taccjana Chaladovič | 62,88 m |
| 2022 | Līna Mūze           | 58,12 m | Victoria Hudson     | 57,64 m | Marija Vučenović    | 57,26 m |
| 2023 | Elina Tzengko       | 63,65 m | Marija Vučenović    | 60,56 m | Adriana Vilagoš     | 59,83 m |

## Record
Statistiche aggiornate a Leiria 2022.

### Maschili
| Specialità             | Prestazione | Atleta           | Nazione  | Data          | Luogo                |
| ---------------------- | ----------- | ---------------- | -------- | ------------- | -------------------- |
| Getto del peso         | 21,99 m     | Zane Weir        | Italia   | 13 marzo 2022 | Leiria, Portogallo   |
| Lancio del disco       | 69,70 m     | Gerd Kanter      | Estonia  | 15 marzo 2009 | Los Realejos, Spagna |
| Lancio del martello    | 82,27 m     | Aleksej Zagornyj | Russia   | 9 marzo 2002  | Pola, Croazia        |
| Lancio del giavellotto | 92,70 m     | Johannes Vetter  | Germania | 11 marzo 2018 | Leiria, Portogallo   |

### Femminili
| Specialità             | Prestazione | Atleta           | Nazione  | Data          | Luogo                |
| ---------------------- | ----------- | ---------------- | -------- | ------------- | -------------------- |
| Getto del peso         | 20,03 m     | Vita Pavlyš      | Ucraina  | 10 marzo 2002 | Pola, Croazia        |
| Lancio del disco       | 68,89 m     | Nadine Müller    | Germania | 18 marzo 2012 | Antivari, Montenegro |
| Lancio del martello    | 75,05 m     | Anita Włodarczyk | Polonia  | 14 marzo 2009 | Los Realejos, Spagna |
| Lancio del giavellotto | 71,40 m     | Maria Andrejczyk | Polonia  | 9 maggio 2021 | Spalato, Croazia     |